# Idrocefalo comunicante
Per idrocefalo comunicante, conosciuto anche come idrocefalo non ostruttivo, in campo medico, si intende la dilatazione dei ventricoli cerebrali.

## Tipologia
L'idrocefalo normoteso è una particolare forma di idrocefalo comunicante caratterizzata da un allargamento dei ventricoli cerebrali con solo un'intermittente elevazione di liquido cerebrospinale.

## Sintomatologia
I sintomi includono varie emorragie anche a livello intraventricolare.

## Eziologia
Tale dilatazione è dovuta ad un aumento di secrezione oppure ad una diminuzione dell'assorbimento del liquido cerebrospinale, bloccato da varie ostruzioni quali l'obliterazione delle cisterne subaracnoidee.
Questa anomalia può essere quindi causata da un'infezione, malformazione di Arnold-Chiari, emorragia subaracnoidea, toxoplasmosi, ipervitaminosi A, sindrome di Hurler.